# Chemický průmysl

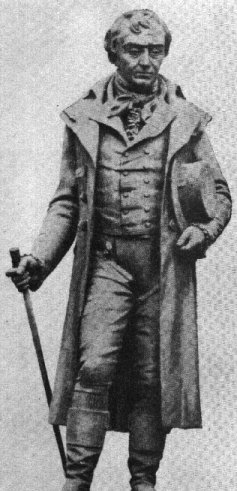
Francouzský lékař a chemik Nicolas Leblanc objevem postupu výroby sody z kuchyňské soli položil základy chemického průmyslu

Chemický průmysl je obor hospodářství, který se zabývá výrobou chemických produktů. Toto odvětví vyrábí materiály potřebné pro mnoho dalších průmyslových oborů. Průmyslová odvětví vyžadující chemické materiály jsou průmysl plastů, potravinářský, automobilový, sklářský průmysl, elektrochemický průmysl, strojírenství a průmysl stavebních materiálů.

## Dělení chemického průmyslu a jeho produkty
Chemický průmysl zahrnuje širokou škálu používaných technologií a dodává rozmanité produkty. Závody anorganické chemie produkují např. amoniak, dusík, hydroxid sodný, kyselinu sírovou nebo kyselinu dusičnou. Petrochemický průmysl vyrábí např. ethylen, propylen, benzen, styren a další organické látky. Agrochemické firmy produkují průmyslová hnojiva, insekticidy, herbicidy atd. Plastikářský průmysl nabízí např. polyethylen, polyestery, polyisopren, neopren, polyuretan aj. Specializované chemické závody produkují výbušniny a jejich složky (např. nitroglycerin, nitrocelulózu, dusičnan amonný), potravinářská aditiva (např. vanilín, kyselina citrónová) nebo kosmetické složky (parabeny, kyselina stearová atd.)

## Historie

### 18. století
Významným impulsem pro chemický průmysl přinesla v 18. století expanze textilního průmyslu ve Velké Británii, neboť se hledala náhrada tehdejšího velice zdlouhavého procesu bělení textilu založením na působení slunečního záření, vody, kyselého mléka a močoviny. V polovině 18. století John Roebuck vynalezl průmyslovou metodu výroby kyseliny sírové v olověných komorách, která umožnila jak přímo bělení, tak i výrobu bělidel. Následně byla koncem 18. století úspěšně zavedena tzv. Leblancovým procesem průmyslová výroba uhličitanu sodného (sody) potřebného pro produkci mýdla, skla a dalších produktů.

### 19. století

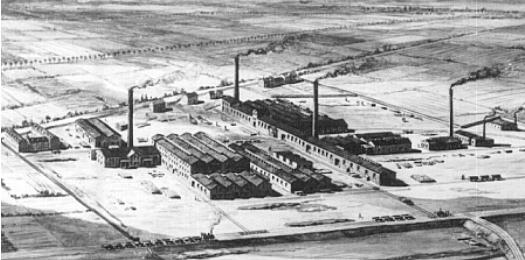
Pohled na německou chemičku BASF v roce 1866

V polovině 19. století se začala rozvíjet v masovém měřítku organická chemie. V roce 1856 bylo v Londýně vyrobeno první umělé barvivo z anilinu. Podařilo se vyvinout výrobu silných výbušnin jako nitrocelulóza, nitroglycerin a dynamit. Koncem 19. století byla zvládnuta průmyslová výroba celuloidu a prvních umělých vláken.
V této době dochází k bouřlivému rozvoji chemického průmyslu zejména v USA a v Evropě (Německo, Velká Británie aj.), včetně Rakouska-Uherska. V roce 1856 byla založena akciová společnost Rakouský spolek pro chemickou a hutní výrobu, která zakoupila pozemky na okraji Ústí nad Labem a během roku zahájila výrobu. Dodnes na stejném místě působí Spolek pro chemickou a hutní výrobu. V roce 1865 byla Friedrichem Engelhornem založena v německém Mannheimu firma Badische Anilin- & Soda-Fabrik, která pod zkráceným názvem BASF působí dodnes a je největší chemickou firmou světa.

### 20. století

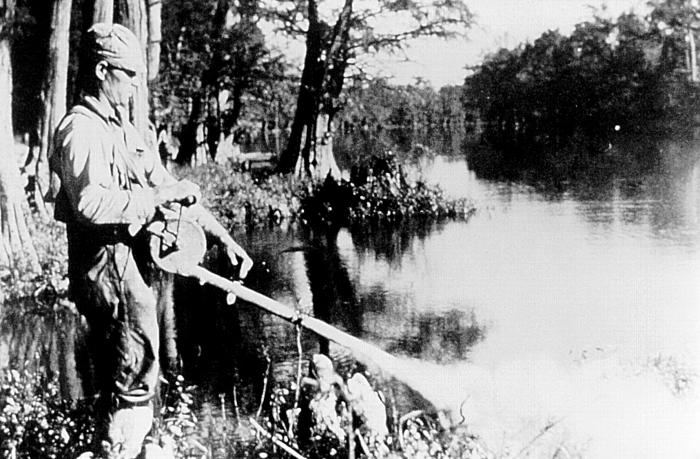
Rozprašování DDT v roce 1958 na břehu jezera

V roce 1909 patentoval belgicko-americký vynálezce Leo Baekeland výrobu nové plastické hmoty bakelitu reakcí mezi formaldehydem a fenoly při vysokých teplotách, která byla velice úspěšná a našla uplatnění zejména v elektrotechnice. Byly objeveny výrobní postupy řady nových barviv a detergentů. Rozvinula se průmyslový výroba umělých vláken jako rayon a ve 30. letech i revolučního nylonu vyznačujícího se do té doby nevídanou pevností a pružností, který byl využíván nejen pro dámské punčochy, ale také např. pro výrobu padáků.
Ve 30. letech začal chemický průmysl nabízet první syntetické pesticidy, jejichž boom přišel v 50. letech, kdy se masově vyráběný insekticid DDT stal symbolem modernosti a technologického pokroku. V 60. a 70. letech však byly prokázány i negativní dopady první generace pesticidů (toxicita, perzistence, bioakumulativnost), které vedly k zavádění regulace nakládání s chemickými látkami. DDT a další chlorované pesticidy byly v řadě zemí postupně od 70. let zakazovány a dnes jsou eliminovány Stockholmskou úmluvou o perzistentích organických látkách.

## Chemický průmysl ve světě
V celosvětovém měřítku hrají prim firmy z USA, Evropské unie a Japonska. Bouřlivě se však rozvíjí chemický průmysl i v řadě zemí na Blízkém východě (Saúdská Arábie), ale i v Mexiku, v Indii, v Číně, v Thajsku, na Tchaj-wanu nebo v Jižní Koreji.

### Největší chemické firmy světa
| Firma, sídlo centrály                                           | obrat v roce 2007 v miliardách dolarů | Rank | Country                         |
| --------------------------------------------------------------- | ------------------------------------- | ---- | ------------------------------- |
| BASF SE, Ludwigshafen, Německo                                  | 65,3                                  | 1    | Německo                         |
| Dow Chemical, Midland, Michigan, USA                            | 53,5                                  | 2    | USA                             |
| INEOS, Lyndhurst, Velká Británie                                | 43,6                                  | 3    | Spojené království              |
| LyondellBasell, Houston, Texas, USA                             | 42,8                                  | 4    | USA                             |
| Formosa Plastics, Tchaj-wan                                     | 31,9                                  | 5    | Tchaj-wan                       |
| DuPont, Wilmington, Delaware, USA                               | 28.5                                  | 6    | USA                             |
| Saudi Basic Industries Corporation, Rijád, Saúdská Arábie       | 26,4                                  | 7    | Saúdská Arábie                  |
| Bayer, AG, Leverkusen, Německo                                  | 24,2                                  | 8    | Německo                         |
| Mitsubishi Chemical, Tokio, Japonsko                            | 22,2                                  | 9    | Japonsko                        |
| Akzo Nobel/Imperial Chemical Industries (ICI), Amsterdam/Londýn | 19,9                                  | 10   | Nizozemsko · Spojené království |
| Air Liquide, Paříž, Francie                                     | 16,3                                  | 11   | Francie                         |
| Sumitomo Chemical, Tokio, Japonsko                              | 15,2                                  | 12   | Japonsko                        |
| Evonik Industries, AG, Essen, Německo                           | 15,0                                  | 13   | Německo                         |
| Mitsui Chemicals, Tokio, Japonsko                               | 14,3                                  | 14   | Japonsko                        |
| Asahi Kasei, Tokio, Japonsko                                    | 13,8                                  | 15   | Japonsko                        |
| Toray Industries, Tokio, Japonsko                               | 13,1                                  | 16   | Japonsko                        |
| Chevron Phillips, The Woodlands, Texas, USA                     | 12,5                                  | 17   | USA                             |
| DSM NV, Heerlen, Nizozemsko                                     | 12,1                                  | 18   | Nizozemsko                      |
| [PPG Industries, Pittsburgh, Pensylvánie, USA                   | 11,2                                  | 19   | USA                             |
| Shin-Etsu Chemical Co., Ltd., Tokio, Japonsko                   | 11,1                                  | 20   | Japonsko                        |

## Chemický průmysl v České republice
Chemický průmysl je třetím největším průmyslovým odvětvím České republiky a významným zaměstnavatelem.

### Vývoj

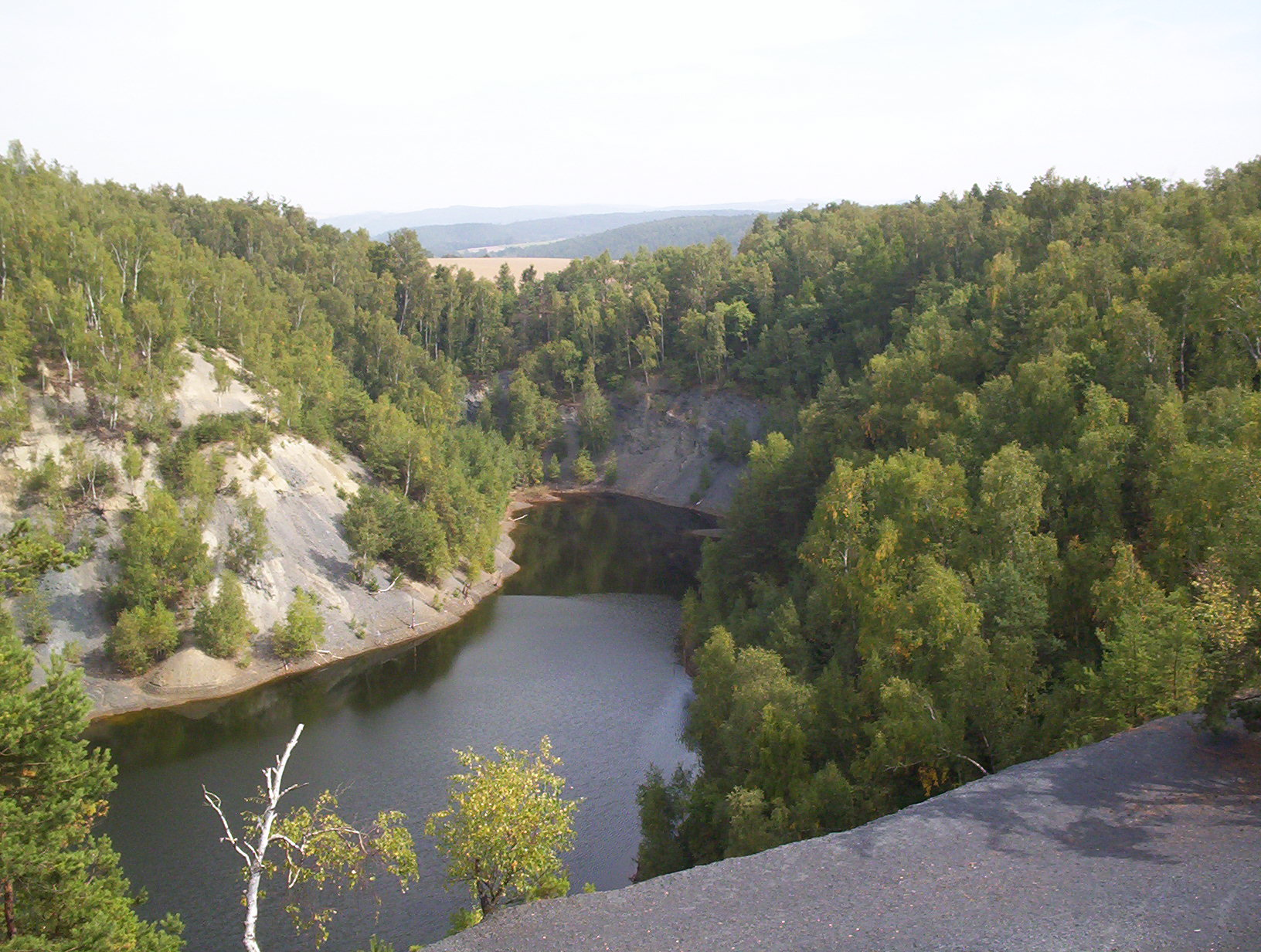
Hromnické jezírko je pozůstatkem těžby břidlice pro výrobu olea pod J. Davida Starcka na severním Plzeňsku

Na území dnešní České republiky se chemický průmysl začal rozvíjet již koncem 18. století, kdy byla postavena nejstarší chemická továrna ve Velké Lukavici, která v roce 1778 zahájila výrobu kyseliny sírové termickým rozkladem kyzových břidlic. K bouřlivému rozvoji však došlo až v druhé polovině 19. století, kdy byly vybudovány tři továrny na výrobu sody Leblancovým procesem v Hrušově nad Odrou (1851), v Petrovicích u Karviné (1852) a v Ústí nad Labem (1856). Vzhledem k vysoké spotřebě vody zejména v blízkosti vodních toků (např. Odra, Labe, Vltava aj.).
Rozvoj pokračoval během celého 20. století, kdy také byl chemický průmysl významným původcem znečištění životního prostředí, zejména znečištění vod a kontaminace půdy. Dodnes je řada areálů využívaných pro chemickou výrobu znečištěna a tyto staré ekologické zátěže jsou postupně asanovány nákladem mnoha miliard korun.

### Současnost

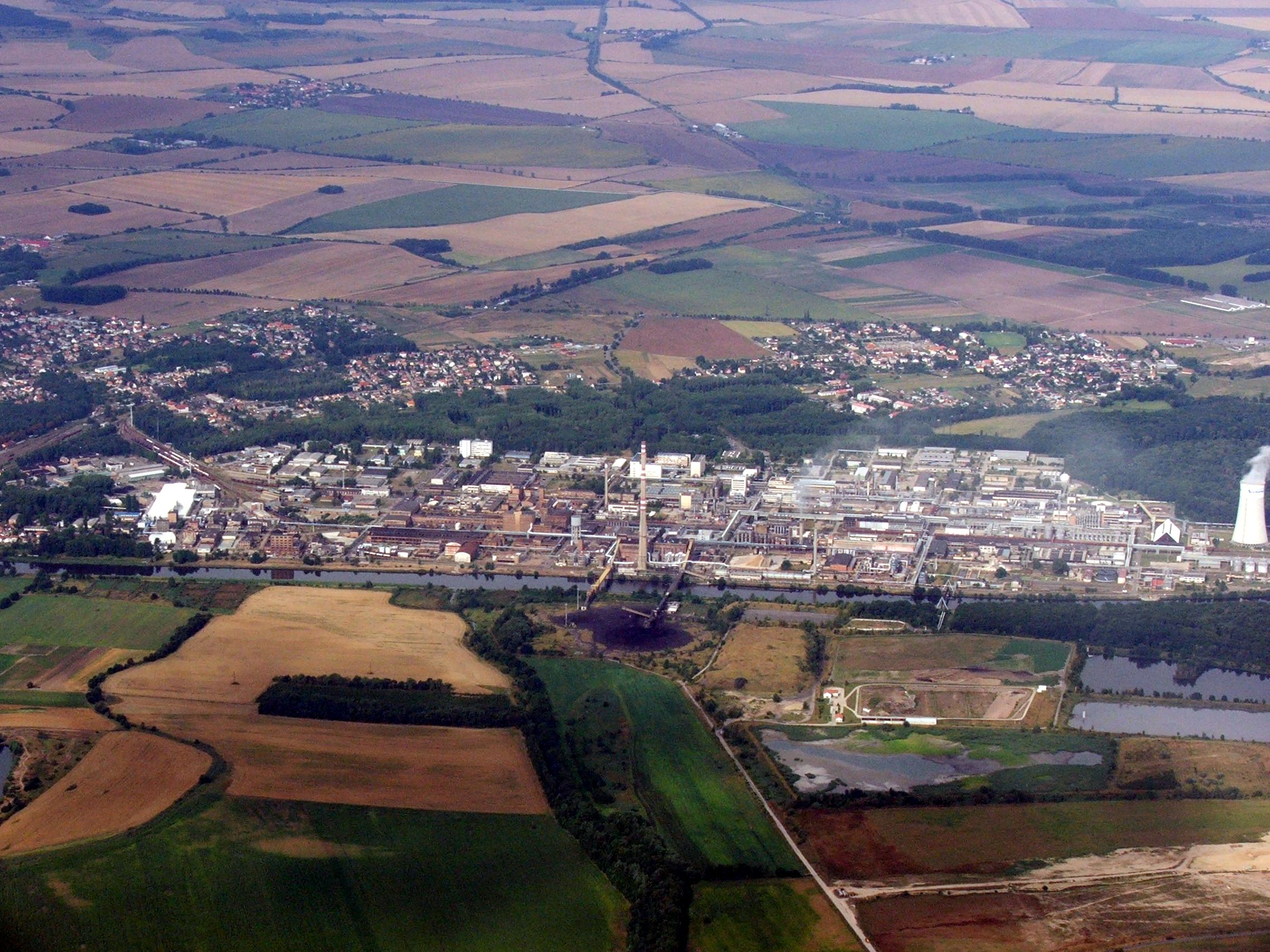
Letecký pohled) na Spolanu Neratovice – výrobce chloru, PVC a kaprolaktamu

Významnou součástí chemického průmyslu jsou rafinérie, které zajišťují základní zpracování ropy. Jde o závody České rafinérské v Litvínově a Kralupech nad Vltavou.
Dalšími významnými podniky českého chemického průmyslu jsou Unipetrol v Litvínově, Spolana Neratovice, Paramo a Synthesia v Pardubicích, Synthos (dříve Kaučuk) v Kralupech nad Vltavou, Spolchemie v Ústí nad Labem, DEZA ve Valašském Meziříčí, Synthomer v Sokolově (dříve Chemické závody Sokolov), BorsodChem MCHZ v Ostravě, Lovochemie v Lovosicích, Lučební závody a Lučební závody Draslovka v Kolíně, Fosfa v Břeclavi, Precheza v Přerově, Polymer Institut Brno, Synthon v Blansku, Teva v Opavě a další.

## Havárie
Dějiny chemického průmyslu jsou od počátku spojeny s haváriemi a nehodami různého typu a rozsahu.

### Seveso

Strukturní vzorec 2,3,7,8-tetrachlorodibenzodixinu (TCDD), který byl hlavním hrozbou v Sevesu

V roce 1976 v italském městě Seveso (severně od Milána) došlo k havárii chemičky švýcarské firmy Givaudan, která byla součástí koncernu Hoffmann-Leroche a vyráběla herbicid TCP. Během havárie v Sevesu do ovzduší unikly asi dva kilogramy dioxinu, které zamořily téměř dva tisíce hektarů půdy v okolí. Firma přiznala teprve po 17 dnech, že uniklé plyny obsahovaly i extrémně toxický dioxin. Na následky otravy onemocnělo asi 200 lidí. V reakci na havárii byla vypracována a v roce 1982 schválena evropská směrnice 82/501/EEC týkající se prevence a minimalizace negativních účinků průmyslových havárií, která je známa také jako direktiva SEVESO I.V prosinci 1996 ji nahradila podrobnější směrnice 96/82/EC, nazývaná také jako direktiva Seveso II.

### Bhópál

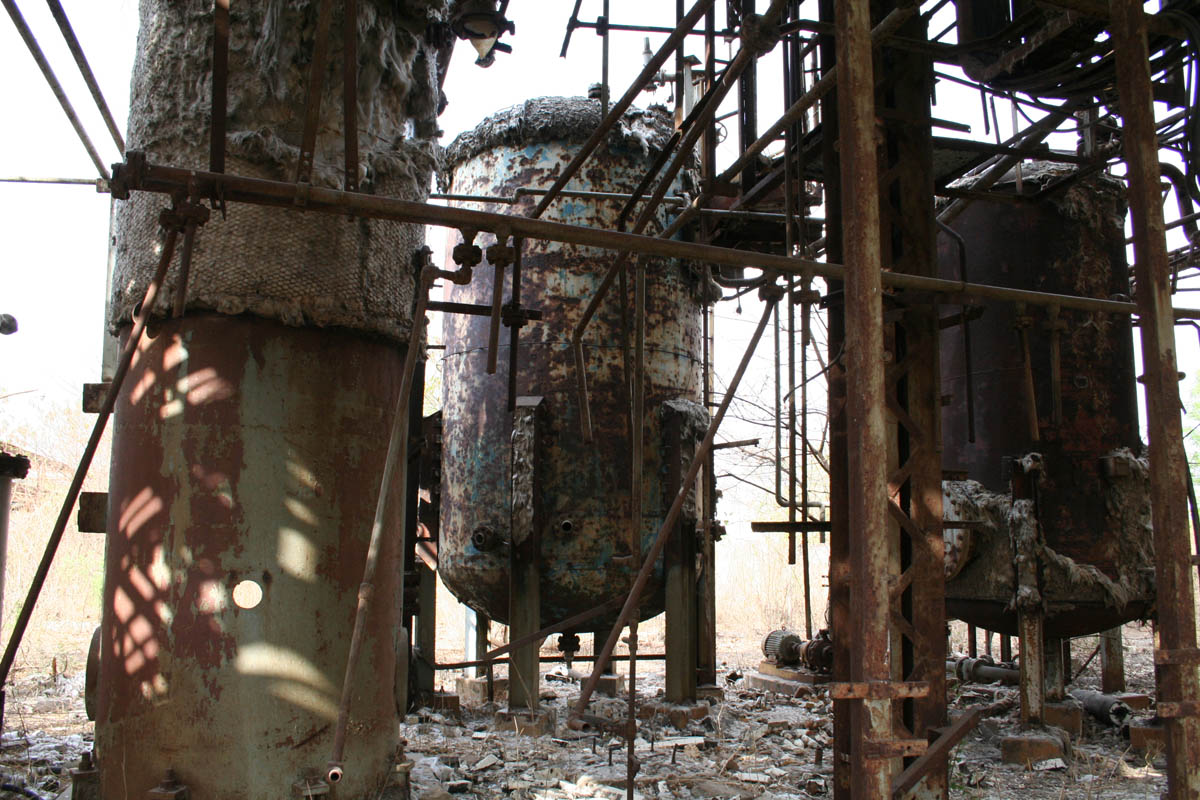
Opuštěná část chemičky Union Carbide v indickém Bhópálu

Za vůbec největší průmyslovou havárií v dějinách je provažován výbuch v chemičce americké firmy Union Carbide v indickém Bhópálu v roce 1984. V noci z 2. na 3. prosince 1984 během nehody uniklo do okolí chemické továrny asi 27 tun methylisokyanátu, kyanovodíku a dalších látek poškozujících lidské zdraví. Během 3 dnů po havárii zemřelo přibližně 8000 lidí, do dnešního dne zemřelo přibližně 20 tisíc lidí a celkový počet zasažených lidí dosáhl více než půl milionu. Havárie vzbudila celosvětové zděšení a ve Spojených státech amerických byl v reakci na ní v roce 1986 schválen speciální zákon o havarijním plánování a právu komunit na informace (Emergency Planning and Community Right-to-Know Act), který 17. října 1986 podepsal tehdejší americké prezident Ronald Reagan.

## Ekologická rizika
Škody způsobované rozvojem chemického průmyslu na životním prostředí jsou středem pozornosti na celém světě. Dlouhodobou hrozbu představují průmyslová hnojiva.
I když dusičnany velmi přispěly ke zvýšení výroby potravin, přesto dokáží zamořit jezera i vodní toky a prosakují i do spodních vod. Nadměrné množství domácích splašků, umělých hnojiv a dalších jedovatých chemických látek může velice škodit.